# تپه احمدآباد (دیواندره)
تپه احمدآباد مربوط به دوره اشکانیان - دوره ساسانیان است و در شهرستان دیواندره، بخش سارال، روستای احمدآباد واقع شده و این اثر در تاریخ ۱۱ مهر ۱۳۸۳ با شمارهٔ ثبت ۱۱۱۷۵ به‌عنوان یکی از آثار ملی ایران به ثبت رسیده است.